# Iphinoe elisae
Iphinoe elisae är en kräftdjursart som beskrevs av Mihai Bacescu 1950. Iphinoe elisae ingår i släktet Iphinoe och familjen Bodotriidae. Inga underarter finns listade i Catalogue of Life.